# Pollard, Daniel, Booth 4
Pollard, Daniel, Booth 4 is een studioalbum van de combinatie Brendan Pollard, Michael Daniel (Hashtronaut) en Phil Booth. Het bevat elektronische muziek en dan wel uit de Berlijnse School voor Elektronische Muziek. Het is een album dat is opgenomen in de Radial Velocity in maart 2010. De heren speelden drie tracks, waarin twee muzikale citaten van Tangerine Dream zijn verwerkt : The Call en Ricochet.

## Musici
- Brendan Pollard – modular synthesizers, mellotron, Fender Rhodes piano
- Michael Daniel – synthesizers, gitaar, glissgitaar, Fender Rhodes piano
- Phil Booth – synthesizer, SFX

## Muziek
| Nr. | Titel            | Duur  |
| --- | ---------------- | ----- |
| 1.  | Alpha Primitives | 43:40 |
| 2.  | Streams          | 20:00 |
| 3.  | Hashra Simpel    | 10:35 |